# Vechten
Vechten je majhno naselje v občini Bunnik v nizozemski provinci Utrecht. Kraj se nahaja med železniško progo Utrecht-Arnhem in avtocesto A12 na jugu ter reko Kromme Rijn, blizu Grad Rhijnauwena, na severu. Vechten prečka cesta Utrecht-Bunnik, deželna cesta 411. Pretežni del domov je skoncentriranih v bližini in na ulici Achterdijka. Vechten ima 130 prebivalcev (2004).
Kraj ima dolgo zgodovino. V rimskih časih se je blizu mesta, kjer se je reka Vecht odcepila od Rena nahajal castellum Fectio. V zgodnjih srednjeveških virih je bil Vechten znan tudi kot Wiltenburg. V bližini Vechtna se nahaja utrdba Vechten. To so zgradili okoli leta 1869 kot del nove nizozemske vodne obrambne črte.

Od leta 1890 do 15. maja 1933 je bilo v mestu tudi postajališče ob Rhijnspoorweg.
- Hiše ob deželni cesti, Vechten
- Znak imena kraja Vechten